# 劉功成
劉功成，香港武術家。早年拜葉問為師，協助教授詠春拳。西洋拳啟蒙自梅逸，後又跟隨著名西洋拳拳師林北士（Ramsey Bucks）學習，並創立路德會西洋拳拳擊會。在習藝期間多次與不同派別拳師切磋。並在1974年自費單人匹馬，沒有教練及助手之下越級參加台灣舉辦之國際國術擂台大賽。

## 生平
- 1968年，應王仕榮之邀，到其剛開設之劍釗拳術學院教拳。
- 1969年，隨葉問到不同地方作私人教授。
- 1970年，兼任武林記者，參與香港中國國術總會成立盛會。
- 1972年，應葉準之邀在九龍城葉問國術總會協助教拳。
- 1973年，在九龍協同中學，九龍巴士體育會，路德會真道青年中心，路德會大坑東青年中心教授詠春拳。
- 1980年後，營商及兼作私人教授。
- 1991年，擔任葉問國術總會主席至今。
- 1992年，與葉正在尖沙咀美麗都大廈天臺葉問國術總會教拳。
- 1995年，帶領香港中國國術總會三隊獅隊參加在香港舉行之國際獅藝比賽榮獲冠軍。
- 1996年，應中國武術協會邀請與黃淳樑等到北京推廣詠春拳。
- 1996年，獲世界拳擊理事會會長蘇禮民(Jose Sulaiman Ch.)委任為世界拳擊理事會香港代表。
- 1996年，獲國家體育運動委員會選任為中國龍獅運動協會副主席。擔任中國龍獅運動協會副主席後，經常出席國內舉辦之不同國術及龍獅活動；並且代表中國出席香港、澳門、菲律賓、加拿大等地之武術團體慶典活動，並多次帶領國家隊到加拿大推廣龍獅運動。其間亦多次主持國內龍獅活動。
- 1997年，與中國武術協會主席李杰、吳彬等，研究推廣傳統國術，當時國際武聯擬將詠春拳作試點，將它一體化，向世界推廣。
- 1997年，成立詠春夜光龍隊，號召全港詠春派同門參加，並於1997年香港武術界慶祝回歸作重點壓軸演出，是香港人的第一條夜光龍，其後影響深遠。使香港、澳門及國內都掀起夜光龍熱潮。其後詠春派夜光龍功成身退。
- 1998年，與駱耀、中國香港警察武術協會會長蔡建祥及榮譽會長呂耀東應福建武林界之邀請作詠春國術交流。
- 1999年，成立兒童詠春功夫協會，並擔任會長。
- 2000年，獲選為國際龍獅總會委員中國代表。
- 2000年，多次到中南海與中央警衛局好友研究商討開展詠春技擊課程。
- 2002年10月12日，獲加拿大武術團體聯合總會全國段位制評審委員會授予師範級九段。
- 2003年，成立中國功夫國際學校，推動傳統功夫。為目前全港最大及附有宿舍的功夫學校。
- 2004年，帶同弟子十多人代表葉問國術總會參加河南鄭州市由國際武聯及中國武術協會舉辦之第一屆世界傳統武術比賽，宣揚葉問詠春，是唯一的香港及國內詠春拳組織參與該賽事。
- 2004年，出任香港武術聯會傳統武術顧問。
- 2005年，成立世界詠春拳道協會，作為詠春一體化之基地。
- 2005年，參加佛山精武會舉辦之詠春拳交流大會，當時有廣州詠春、佛山詠春、清遠詠春、順德詠春等參加，葉問國術總會是香港唯一參加之團體。
- 2005年，連續第三屆獲國家體育總局委任為任中國龍獅運動協會副主席。
- 2005年，年獲國家體育總局中國武術協會委任為傳統武術委員。
- 2006年，再次帶同弟子參加河南鄭州市舉辦之第二屆世界傳統武術比賽，宣揚詠春，是唯一的香港及國內詠春拳組織。
- 2007年，在印尼泗水被國際龍獅運動聯合會委任為名譽副主席。
- 2007年，參加山東鄆城全國武術之鄉比賽會議，並正式接受國家體育總局中國武術協會委任證書。
- 2007年，擔任中央電視台之詠春顧問。
- 2007年11月，主持在廣西省梧州舉辦之全國南北獅王爭霸賽。
- 2008年，參加湖北省十堰市第三屆國際傳統武術節並擔任仲裁。
- 2008年11月，參加佛山市舉辦的第三屆國際詠春拳黐手大賽並擔任仲裁主任。
- 2009年5月，獲國際龍獅運動聯合會選為榮譽副主席。
- 2009年6月，帶領葉問國術總會獅團在廣州全球華人中華才藝龍獅比賽獲得銀獎。
- 2009年7月，應山東省武術院邀請，到山東濟南作短期詠春培訓班。
- 2009年，帶領葉問國術總會代表與深圳武術協會進行比賽交流。
- 2009年，率眾到佛山武術協會作詠春交流。
- 2010年7月，應上海體院武術學院邀請作詠春拳短期訓練班。
- 2010年10月，第四次參加湖北十堰市國際傳統武術節。

## 外部連結
- 劉功成詠春 （页面存档备份，存于）